# Franz Josef von und zu Brenken
Franz Josef von und zu Brenken, Baron zu Brenken (* 1968 in Paderborn) ist ein westfälischer Unternehmer in der Forst-,  Land-. und Immobilienwirtschaft. Er ist der älteste Sohn von Georg Ferdinand von und zu Brenken und damit seit 2016 dessen Nachfolger. Seitdem ist er ebenfalls das Oberhaupt des Adelsgeschlechts Brenken und Betreiber der Brenken'schen Forstverwaltung sowie des Rentamts Erpernburg.

## Leben
Von und zu Brenken ist der Sohn von Rosa Gräfin von Nostitz-Rieneck und Georg Ferdinand von und zu Brenken. Er wuchs auf dem elterlichen Schloss Erpernburg in Büren-Brenken auf. Seine Jugend verbrachte er in St. Blasien, wo er das dort ansässige Kolleg besuchte. Nach  8 Jahren in dem Internat war er kurzzeitig auf Anwesen der Eltern tätig, nachdem er in die nun neuen Bundesländer zog, um dort großflächig Agrarland zu erwerben und Landwirtschaft zu betreiben, wie es die Eltern in seiner Heimat Westfalen taten. Nach einiger Zeit kehrte Von und zu Brenken zurück und leitet nun seit 2016 das elterliche Anwesen. Fünf Jahre zuvor heiratete er Julia-Theresia Ilona Gräfin von Ingelheim genannt Echterin von und zu Mespelbrunn.
| Personendaten    | Personendaten                                                          |
| ---------------- | ---------------------------------------------------------------------- |
| NAME             | Brenken, Franz Josef von und zu                                        |
| ALTERNATIVNAMEN  | Brenken, Baron zu Brenken, Franz Josef von und zu (vollständiger Name) |
| KURZBESCHREIBUNG | westfälischer Unternehmer                                              |
| GEBURTSDATUM     | 1968                                                                   |
| GEBURTSORT       | Paderborn                                                              |